# Äventyr i Drömlandet
Äventyr i Drömlandet (engelska: Slumberland) är en amerikansk äventyrsfilm från 2022, regisserad av Francis Lawrence och skriven av David Guion och Michael Handelman. Filmen är baserad på den tecknade serien Lille Nemo i Drömrike av Winsor McCay och har Jason Momoa, Marlow Barkley, Chris O'Dowd, Kyle Chandler och Weruche Opia i huvudrollerna.

## Handling
En ung flicka upptäcker en hemlig karta över Drömlandet, och med hjälp av en laglös äventyrare korsar hon drömmar och flyr från mardrömmar i hopp om att få träffa sin avlidne far igen.